# Rolf Bodenseh

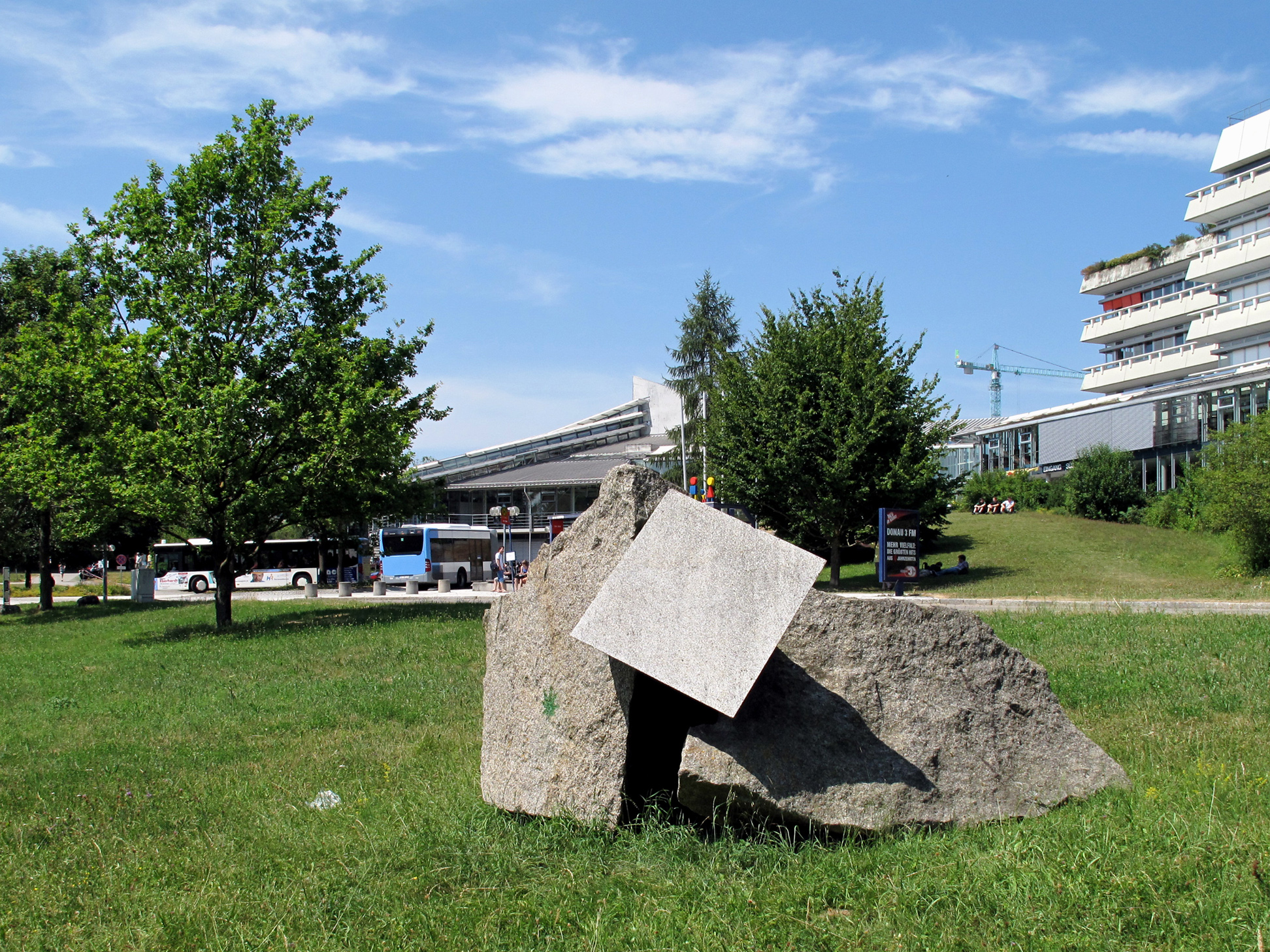
Ulmer Spitze (1990)

Rolf Bodenseh (* 1941 in Tübingen) ist ein deutscher Bildhauer.

## Leben und Werk
Rolf Bodenseh studierte von 1959 bis 1964 Bildhauerei bei den Professoren Peter Otto Heim und Rudolf Hoflehner an der Staatlichen Akademie der Bildenden Künste Stuttgart. Mit einem Stipendium des Deutschen Akademischen Austauschdienstes (DAAD) studierte er anschließend von 1964 bis 1965 in Griechenland.
Er war Mitglied der 1983 gegründeten Künstlergruppe Konstruktive Tendenzen des Konstruktivismus.
Der Künstler lebt und arbeitet in Aichtal in Baden-Württemberg. Er arbeitete anfänglich mit Stahl, kreierte lichtkinetische Effekte und stellte sich um 1978 auf andere Materialien um, wie Sandstein, Marmor, Granit und Schiefer.
Neben seinen Werken im Öffentlichen Raum erstellte er auch Arbeiten für Kirchengebäude.

## Werke (Auswahl)
- Romea und Julio (1985), Wertwiesenpark in Heilbronn – entstand anlässlich des Bildhauersymposions zur Landesgartenschau
- Dotternhausener Tor (1988), Skulpturenstraße Dotternhausen
- Ulmer Spitze (1990), Kunstpfad Universität Ulm - Bodenseh erstellte dieses Werk im Rahmen der Veranstaltung Sculpture Ulm '90
- Altar, Kruzifix und Taufbecken (1993/1994)[1], Christuskirche in Sankt Ingbert
- Altar (1999)[2], Pfarrkirche St. Pankratius in Holzhausen bei Freiburg im Breisgau
- Würfel - 7-delig (2000), Kunstpfad am Mummelsee, Mummelsee
- Altar (2001/04)[3], Jesuitenkirche in Heidelberg
- Steinquadratrahmung (2003), Freie Mitte Süd in Stuttgart-Vaihingen
- Sternscheibe (2004), Freifläche hinter der Polizeidirektion, Friedrich-Ebert-Straße 30, Ludwigsburg[4]
- Sitzkreis (2005), Immenstadt im Allgäu
- Altar (in Arbeit)[5], Stephanskirche in Karlsruhe

## Fotos (Auswahl)

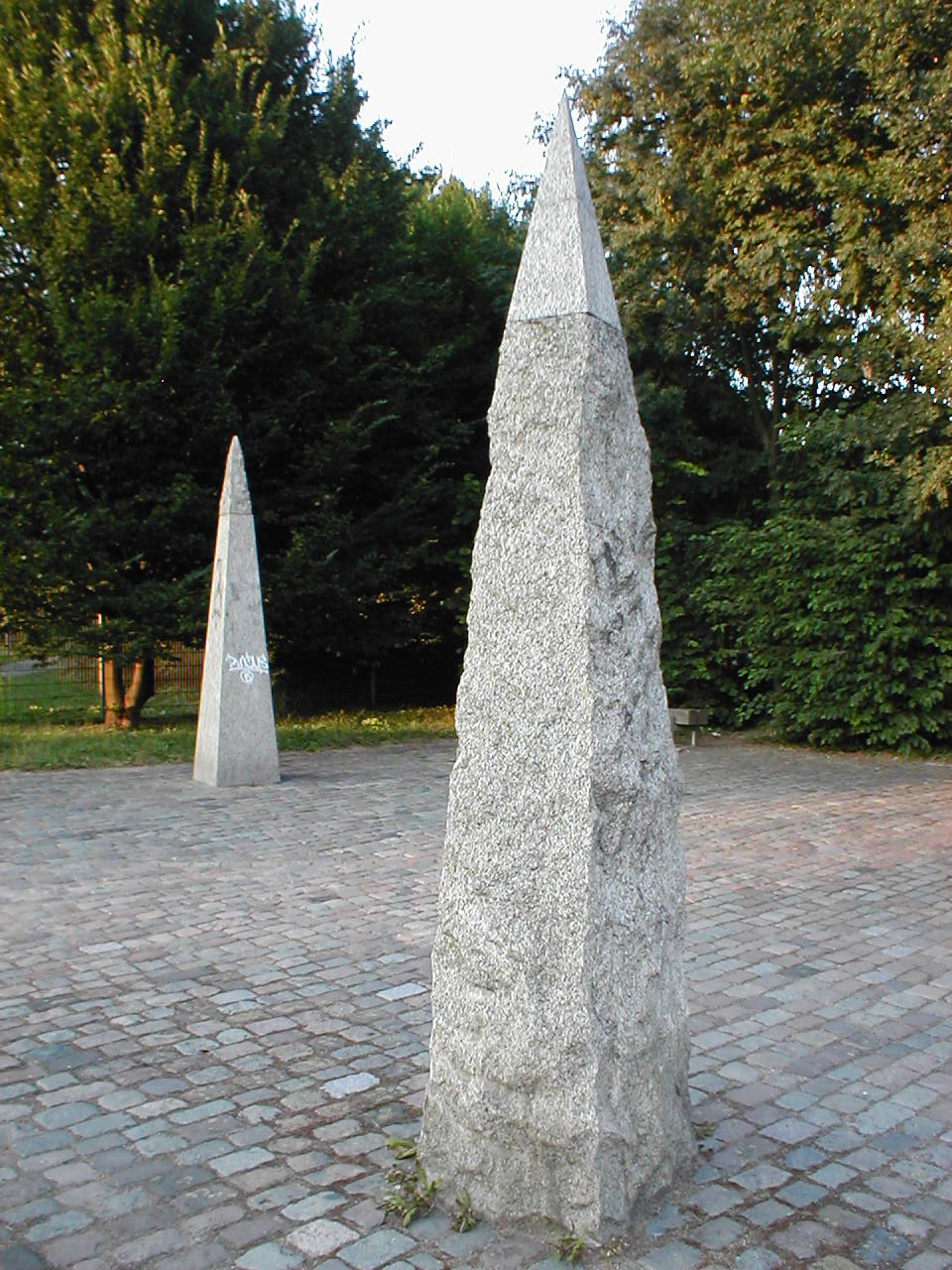
Romea und Julio (1985)
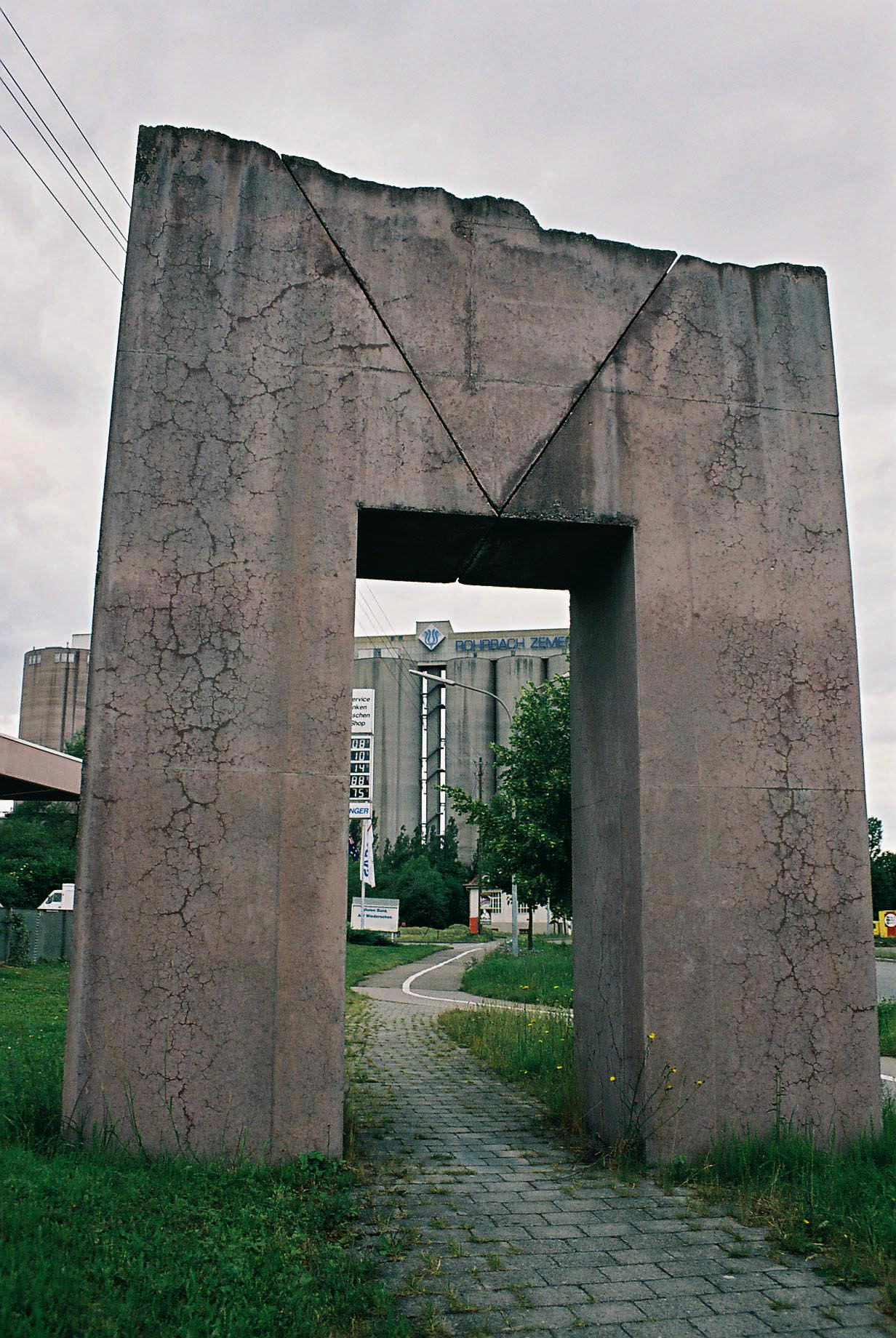
Dottenhausener Tor (1988)
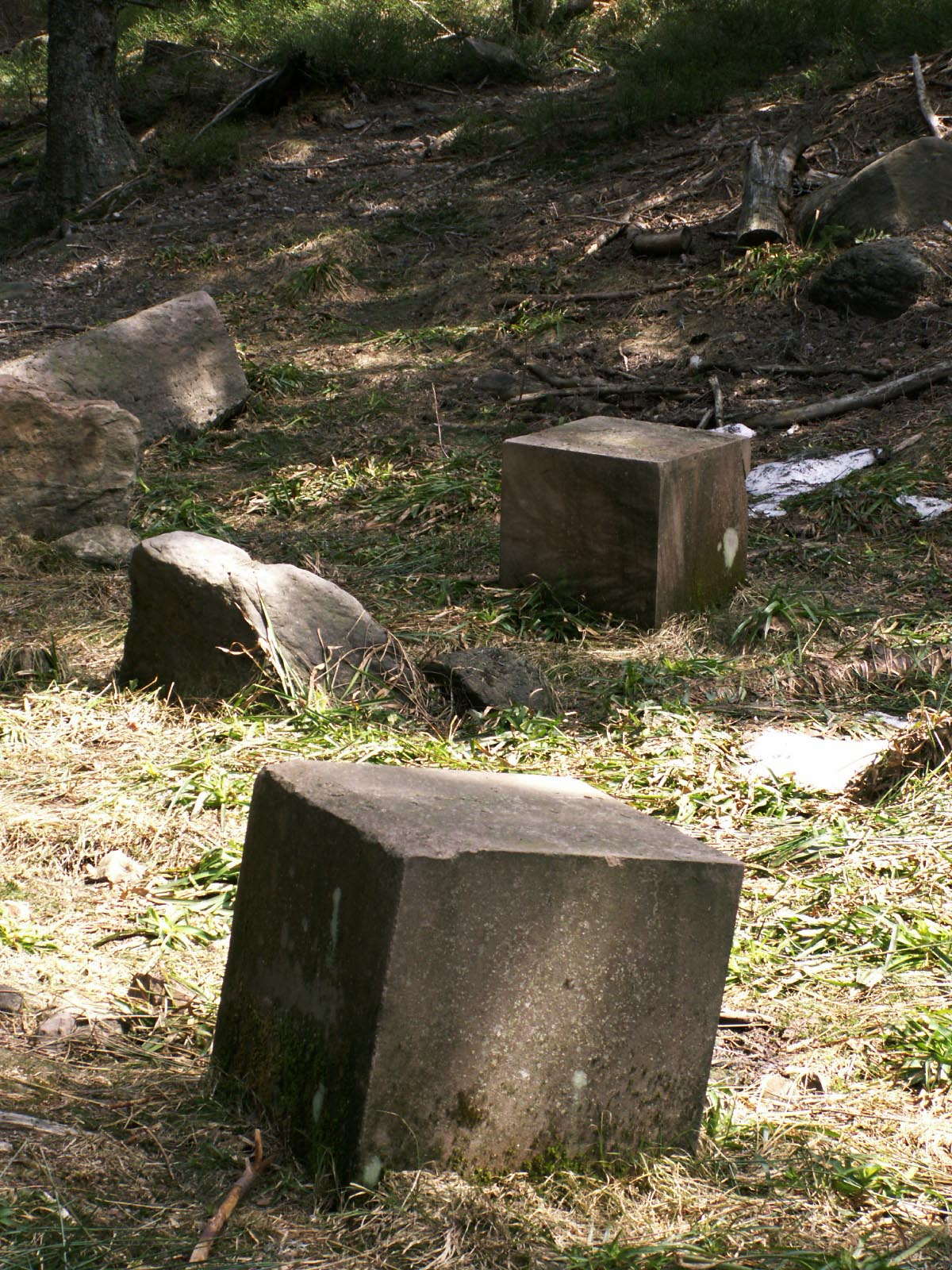
Würfel (2000)
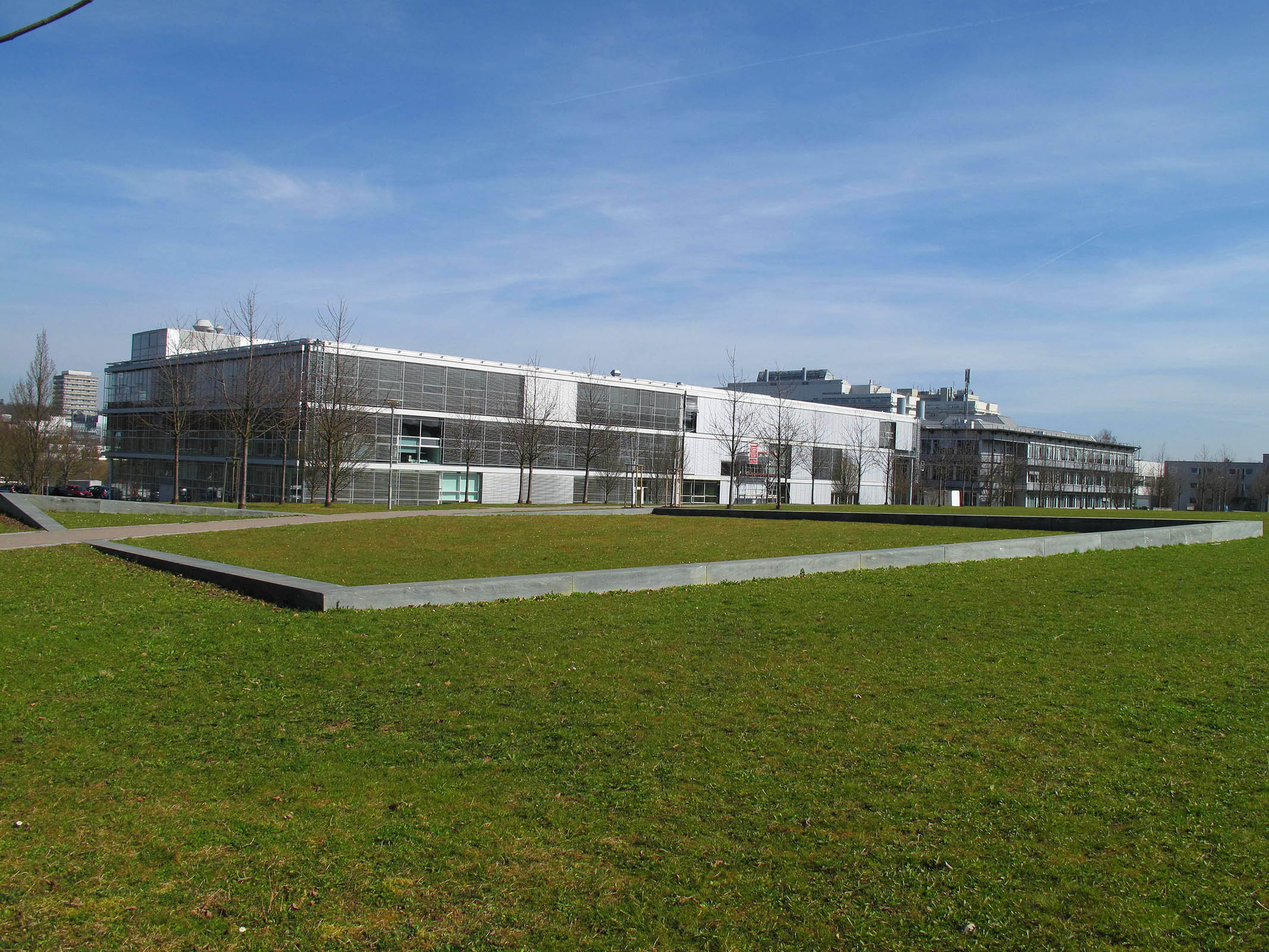
Steinquadratrahmung (2003)